# Az FC Bayern München 2009–2010-es szezonja
Az Az FC Bayern München 2009–2010-es szezonja július 1-én kezdődött az első edzéssel, melyet Louis van Gaal, a csapat új vezetőedzője tartott. Több felkészülési találkozó előzte meg az első tétmérkőzést, melyet augusztus 2-án játszott a kupában. A bajnokság augusztus 8-án kezdődött.

## Mezek
A hazai mérkőzéseken piros szerelésben szerepel, míg idegenben a sötétkék összeállítást használja a nemzeti rendezvényeken. A nemzetközi mérkőzéseken a harmadik számú összeállítás a fehér szerelés. A 2009–2010-es szezonban az Adidas szállítja a csapat szerelését. Az idény előtt a mez elején látható korábbi "T-Home" logót a Deutsche Telekom felirat váltotta fel.
- Mez: Adidas
- Mezszponzor: Deutsche Telekom

| \| \| \| \| \| \| \| \| \| \| \| \| |              |              |
| Hazai mez                           |              |              |
| Team colours                        | Team colours | Team colours |
| Team colours                        |              |              |
| Team colours                        |              |              |

| Team colours | Team colours | Team colours |
| Team colours |              |              |
| Team colours |              |              |

| \| \| \| \| \| \| \| \| \| \| \| \| |              |              |
| Idegenbeli mez                      |              |              |
| Team colours                        | Team colours | Team colours |
| Team colours                        |              |              |
| Team colours                        |              |              |

| Team colours | Team colours | Team colours |
| Team colours |              |              |
| Team colours |              |              |

| \| \| \| \| \| \| \| \| \| \| \| \| |              |              |
| 3. számú mez                        |              |              |
| Team colours                        | Team colours | Team colours |
| Team colours                        |              |              |
| Team colours                        |              |              |

| Team colours | Team colours | Team colours |
| Team colours |              |              |
| Team colours |              |              |

## Mérkőzések

### Bundesliga
A Bundesliga első fordulóját 2009. augusztus 7.–9. között rendezték meg.
Bundesliga, 1. forduló
| 2009. augusztus 8. 18:30 (CEST) | Hoffenheim | 1 – 1                 | Bayern München                     | Rhein-Neckar-Arena, Sinsheim Nézőszám: 30 150 Játékvezető: Rafati |
| 2009. augusztus 8. 18:30 (CEST) | Obasi 41'  | (1 – 1) (Jegyzőkönyv) | Olić 25' van Bommel 76' Müller 90' | Rhein-Neckar-Arena, Sinsheim Nézőszám: 30 150 Játékvezető: Rafati |

Hoffenheim: Hildebrand – Beck, Šimunić, Compper, Ibertsberger – Weis (Vukčević, 62.), Vorsah, Salihović – Obasi (Terrazzino, 88.), Ibišević (Maicosuel, 67.), Carlos Eduardo
FC Bayern: Rensing – Lahm, Van Buyten, Badstuber, Pranjić – Altıntop, van Bommel (Timoscsuk, 80.), Baumjohann (Müller, 73.), Schweinsteiger (Braafheid, 84.) – Gómez, Olić
Bundesliga, 2. forduló
| 2009. augusztus 15. 15:30 (CEST) | Bayern München               | 1 – 1                 | Werder Bremen      | Allianz Arena, München Nézőszám: 69 000 Játékvezető: Gräfe |
| 2009. augusztus 15. 15:30 (CEST) | Gómez 72' Schweinsteiger 38' | (0 – 1) (Jegyzőkönyv) | Özil 39' Fritz 83' | Allianz Arena, München Nézőszám: 69 000 Játékvezető: Gräfe |

FC Bayern: Rensing – Lahm, Van Buyten, Badstuber, Pranjić – Altıntop (Müller, 78.), Timoscsuk, Sosa (Ribéry, 62.), Schweinsteiger – Gómez, Klose (Olić, 46.)
Werder Bremen: Wiese – Clemens Fritz, Mertesacker, Pasanen, Boenisch – Frings, Borowski – Marin (Niemeyer, 62.), Özil (Almeida, 85.) – Sanogo, Hunt
Bundesliga, 3. forduló
| 2009. augusztus 22. 15:30 (CEST) | FSV Mainz                | 2 – 1                 | Bayern München      | Stadion am Bruchweg, Mainz Nézőszám: 20 300 Játékvezető: Kinhöfer |
| 2009. augusztus 22. 15:30 (CEST) | Ivanschitz 25' Bancé 37' | (2 – 0) (Jegyzőkönyv) | Noveski 47' (öngól) | Stadion am Bruchweg, Mainz Nézőszám: 20 300 Játékvezető: Kinhöfer |

Mainz: H. Müller – Heller, Noveski (Lőw, 66.), Bungert, van der Heyden – Svensson (Pekovic, 61.), Hoogland , Karhan, Ivanschitz (Hyka, 81.), Schürrle – Bancé
FC Bayern: Rensing – Lahm, Van Buyten, Badstuber, Braafheid – Timoscsuk, Altıntop (T. Müller, 33.), Pranjić (Olić, 38.), Schweinsteiger – Gómez, Klose (Sosa, 72.)
Bundesliga, 4. forduló
| 2009. augusztus 29. 18:30 (CEST) | Bayern München           | 3 – 0                 | Wolfsburg | Allianz Arena, München Nézőszám: 69 000 Játékvezető: Kempter |
| 2009. augusztus 29. 18:30 (CEST) | Gómez 27' Robben 68' 80' | (1 – 0) (Jegyzőkönyv) |           | Allianz Arena, München Nézőszám: 69 000 Játékvezető: Kempter |

FC Bayern: Butt – Lahm, Van Buyten, Badstuber, Pranjić (Braafheid, 58.) – Timoscsuk, Altıntop (Robben, 46.), Schweinsteiger – Müller, Gómez, Olić (Ribéry, 63.)
Wolfsburg: Benaglio – Riether, Barzagli, Madlung, Schäfer – Santana (Ziani, 78.), Dejagah (Martins, 78.), Gentner – Misimović – Grafite, Džeko
Bundesliga, 5. forduló
| 2009. szeptember 12. 15:30 (CEST) | Borussia Dortmund | ? – ? | Bayern München | Signal Iduna Park, Dortmund |
| 2009. szeptember 12. 15:30 (CEST) | (? – ?)           |       |                | Signal Iduna Park, Dortmund |

Bundesliga, 6. forduló
| 2009. szeptember 18.–19.–20. | Bayern München | ? – ? | Nürnberg | Allianz Arena, München |
| 2009. szeptember 18.–19.–20. | (? – ?)        |       |          | Allianz Arena, München |

Bundesliga, 7. forduló
| 2009. szeptember 25.–26.–27. | Hamburg | ? – ? | Bayern München | HSH Nordbank Arena, Hamburg |
| 2009. szeptember 25.–26.–27. | (? – ?) |       |                | HSH Nordbank Arena, Hamburg |

Bundesliga, 8. forduló
| 2009. október 2.–3.–4. | Bayern München | ? – ? | 1. FC Köln | Allianz Arena, München |
| 2009. október 2.–3.–4. | (? – ?)        |       |            | Allianz Arena, München |

Bundesliga, 9. forduló
| 2009. október 16.–17.–18. | Freiburg | ? – ? | Bayern München | badenova-Stadion, Freiburg |
| 2009. október 16.–17.–18. | (? – ?)  |       |                | badenova-Stadion, Freiburg |

Bundesliga, 10. forduló
| 2009. október 23.–24.–25. | Bayern München | ? – ? | Eintracht Frankfurt | Allianz Arena, München |
| 2009. október 23.–24.–25. | (? – ?)        |       |                     | Allianz Arena, München |

Bundesliga, 11. forduló
| 2009. október 30.–31.–november 1. | VfB Stuttgart | ? – ? | Bayern München | Mercedes-Benz Arena, Stuttgart |
| 2009. október 30.–31.–november 1. | (? – ?)       |       |                | Mercedes-Benz Arena, Stuttgart |

Bundesliga, 12. forduló
| 2009. november 6.–7.–8. | Bayern München | ? – ? | Schalke | Allianz Arena, München |
| 2009. november 6.–7.–8. | (? – ?)        |       |         | Allianz Arena, München |

Bundesliga, 13. forduló
| 2009. november 20.–21.–22. | Bayern München | ? – ? | Leverkusen | Allianz Arena, München |
| 2009. november 20.–21.–22. | (? – ?)        |       |            | Allianz Arena, München |

Bundesliga, 14. forduló
| 2009. november 27.–28.–29. | Hannover | ? – ? | Bayern München | AWD-Arena, Hannover |
| 2009. november 27.–28.–29. | (? – ?)  |       |                | AWD-Arena, Hannover |

Bundesliga, 15. forduló
| 2009. december 4.–5.–6. | Bayern München | ? – ? | Mönchengladbach | Allianz Arena, München |
| 2009. december 4.–5.–6. | (? – ?)        |       |                 | Allianz Arena, München |

Bundesliga, 16. forduló
| 2009. december 11.–12.–13. | Bochum  | ? – ? | Bayern München | rewirpowerSTADION, Bochum |
| 2009. december 11.–12.–13. | (? – ?) |       |                | rewirpowerSTADION, Bochum |

Bundesliga, 17. forduló
| 2009. december 18.–19.–20. | Bayern München | ? – ? | Hertha BSC | Allianz Arena, München |
| 2009. december 18.–19.–20. | (? – ?)        |       |            | Allianz Arena, München |

Bundesliga, 18. forduló
| 2010. január 15.–16.–17. | Bayern München | ? – ? | Hoffenheim | Allianz Arena, München |
| 2010. január 15.–16.–17. | (? – ?)        |       |            | Allianz Arena, München |

Bundesliga, 19. forduló
| 2010. január 22.–23.–24. | Werder Bremen | ? – ? | Bayern München | Weserstadion, Bréma |
| 2010. január 22.–23.–24. | (? – ?)       |       |                | Weserstadion, Bréma |

Bundesliga, 20. forduló
| 2010. január 29.–30.–31. | Bayern München | ? – ? | FSV Mainz | Allianz Arena, München |
| 2010. január 29.–30.–31. | (? – ?)        |       |           | Allianz Arena, München |

Bundesliga, 21. forduló
| 2010. február 5.–6.–7. | Wolfsburg | ? – ? | Bayern München | Volkswagen Arena, Wolfsburg |
| 2010. február 5.–6.–7. | (? – ?)   |       |                | Volkswagen Arena, Wolfsburg |

Bundesliga, 22. forduló
| 2010. február 12.–13.–14. | Bayern München | ? – ? | Borussia Dortmund | Allianz Arena, München |
| 2010. február 12.–13.–14. | (? – ?)        |       |                   | Allianz Arena, München |

Bundesliga, 23. forduló
| 2010. február 19.–20.–21. | Nürnberg | ? – ? | Bayern München | EasyCredit Stadion, Nürnberg |
| 2010. február 19.–20.–21. | (? – ?)  |       |                | EasyCredit Stadion, Nürnberg |

Bundesliga, 24. forduló
| 2010. február 26.–27.–28. | Bayern München | ? – ? | Hamburg | Allianz Arena, München |
| 2010. február 26.–27.–28. | (? – ?)        |       |         | Allianz Arena, München |

Bundesliga, 25. forduló
| 2010. március 5.–6.–7. | 1. FC Köln | ? – ? | Bayern München | RheinEnergieStadion, Köln |
| 2010. március 5.–6.–7. | (? – ?)    |       |                | RheinEnergieStadion, Köln |

Bundesliga, 26. forduló
| 2010. március 12.–13.–14. | Bayern München | ? – ? | Freiburg | Allianz Arena, München |
| 2010. március 12.–13.–14. | (? – ?)        |       |          | Allianz Arena, München |

Bundesliga, 27. forduló
| 2010. március 19.–20.–21. | Eintracht Frankfurt | ? – ? | Bayern München | Commerzbank-Arena, Frankfurt am Main |
| 2010. március 19.–20.–21. | (? – ?)             |       |                | Commerzbank-Arena, Frankfurt am Main |

Bundesliga, 28. forduló
| 2010. március 26.–27.–28. | Bayern München | ? – ? | VfB Stuttgart | Allianz Arena, München |
| 2010. március 26.–27.–28. | (? – ?)        |       |               | Allianz Arena, München |

Bundesliga, 29. forduló
| 2010. április 1.–2.–3.–4. | Schalke | ? – ? | Bayern München | Veltins-Arena, Gelsenkirchen |
| 2010. április 1.–2.–3.–4. | (? – ?) |       |                | Veltins-Arena, Gelsenkirchen |

Bundesliga, 30. forduló
| 2010. április 9.–10.–11. | Leverkusen | ? – ? | Bayern München | BayArena, Leverkusen |
| 2010. április 9.–10.–11. | (? – ?)    |       |                | BayArena, Leverkusen |

Bundesliga, 31. forduló
| 2010. április 16.–17.–18. | Bayern München | ? – ? | Hannover | Allianz Arena, München |
| 2010. április 16.–17.–18. | (? – ?)        |       |          | Allianz Arena, München |

Bundesliga, 32. forduló
| 2010. április 23.–24.–25. | Mönchengladbach | ? – ? | Bayern München | Borussia-Park, Mönchengladbach |
| 2010. április 23.–24.–25. | (? – ?)         |       |                | Borussia-Park, Mönchengladbach |

Bundesliga, 33. forduló
| 2010. május 1. 15:30 | Bayern München | ? – ? | Bochum | Allianz Arena, München |
| 2010. május 1. 15:30 | (? – ?)        |       |        | Allianz Arena, München |

Bundesliga, 34. forduló
| 2010. május 8. 15:30 | Hertha BSC | ? – ? | Bayern München | Olympiastadion, Berlin |
| 2010. május 8. 15:30 | (? – ?)    |       |                | Olympiastadion, Berlin |

Tabella
| #   | Csapat              | M | GY | D | V | G+ – G– | GK | P | Megjegyzések |
| --- | ------------------- | - | -- | - | - | ------- | -- | - | ------------ |
| 6.  | Eintracht Frankfurt | 4 | 1  | 3 | 0 | 5–4     | +1 | 6 |              |
| 7.  | Wolfsburg           | 4 | 2  | 0 | 2 | 7–8     | −1 | 6 |              |
| 8.  | Bayern München      | 4 | 1  | 2 | 1 | 6–4     | +2 | 5 |              |
| 9.  | Stuttgart           | 4 | 1  | 2 | 1 | 5–5     | 0  | 5 |              |
| 10. | Hoffenheim          | 4 | 1  | 2 | 1 | 2–2     | 0  | 5 |              |

Utolsó frissítés: 2009. augusztus 30. 
Forrás: bundesliga.de 
A rangsorolás alapszabályai: 1. összpontszám, 2. egymás elleni eredmények összpontszáma, 3. gólkülönbség, 4. szerzett gólok száma.
(B): Bajnokcsapat, (K): Kieső csapat, (F): Feljutó csapat, (I): Kupainduló, (R): A rájátszás győztese, (KGY): Kupagyőztes

### DFB-Pokal
2009. június 17-n kisorsolták a 2009–2010-es DFB-Pokal párosításait. Az első fordulót augusztus első hétvégéjén rendezték meg. A Bayern a Neckarelz ellen játszott idegenben.
DFB-Pokal, 1. forduló
| 2009. augusztus 2. 17:30 (CEST) | Neckarelz                  | 1 – 3                 | Bayern München                        | Rhein-Neckar-Arena, Sinsheim Nézőszám: 30 000 Játékvezető: Wingenbach |
| 2009. augusztus 2. 17:30 (CEST) | Throm 80' Welz Fickert 74′ | (0 – 0) (Jegyzőkönyv) | Gómez 51' 57' (11-esből) Altıntop 82' | Rhein-Neckar-Arena, Sinsheim Nézőszám: 30 000 Játékvezető: Wingenbach |

Neckarelz: Hickel – Lang, Welz, Fickert, Walz – Gerstle, Schäfer, Ritschel (Suljejmani, 65.), Weber – Frey (Throm, 78.), B. Müller (Zimmermann, 88.)
FC Bayern: Rensing – Lahm, Van Buyten, Demichelis, Pranjić – van Bommel – Altıntop, Schweinsteiger (Braafheid, 72.) – T. Müller (Baumjohann, 65.) – Klose (Sosa, 78.), Gómez
DFB-Pokal, 2. forduló
| 2009. szeptember 22. 19:00 (CEST) | Bayern München | ? – ? | Oberhausen | Allianz Arena, München |
| 2009. szeptember 22. 19:00 (CEST) | (? – ?)        |       |            | Allianz Arena, München |

### UEFA-bajnokok ligája
A Bayern egyenes ágon kvalifikálta magát a 2009–2010-es UEFA-bajnokok ligájába. A csoportkör sorsolását 2009. augusztus 27-én tartják Monacóban. A Bayern nem kerülhet egy csoportba a Barcelonával, a Chelseavel, a Liverpoollal, a Manchester Uniteddel, a Milannal és a Sevillával. Amennyiben kvalifikálja magát, az Arsenallal és a Lyonnal sem fog azonos csoportban szerepelni. A csoportkör első mérkőzésnapját 2009. szeptember 15-én rendezik.

### Felkészülési mérkőzések

#### T-Home-Cup
A hivatalos ligakupát nem rendezték meg ebben a szezonban. Helyette a Bayern július 18–19. között a T-Home-Cupon vett részt Gelsenkirchenben. A többi résztvevő a Schalke, a Hamburg és a Stuttgart volt. A mérkőzéseket mindössze 30 perces félidőkkel rendezték meg.
| 2009. július 18. 18:35 (CEST) | Bayern München | 0 – 1                 | Hamburg        | Veltins-Arena, Gelsenkirchen Nézőszám: 34 350 Játékvezető: Kinhöfer |
| 2009. július 18. 18:35 (CEST) |                | (0 – 0) (Jegyzőkönyv) | Trochowski 40' | Veltins-Arena, Gelsenkirchen Nézőszám: 34 350 Játékvezető: Kinhöfer |

FC Bayern: Butt – Braafheid, Badstuber, Demichelis, Lahm – Pranjić, van Bommel, Timoscsuk (Altıntop, 45.), Sosa – Gómez, Klose
HSV: Hesl – Demel, Boateng, Mathijsen, Aogo – Trochowski (Tesche, 50.), Jarolím, Zé Roberto, Elia (Pitroipa, 50.) – Petrić, Guerrero (Choupo-Moting, 50.)
| 2009. július 19. 16:45 (CEST) | Schalke            | 1 – 2                 | Bayern München                              | Veltins-Arena, Gelsenkirchen Nézőszám: 40 000 Játékvezető: Winkelmann |
| 2009. július 19. 16:45 (CEST) | Halil Altıntop 29' | (1 – 2) (Jegyzőkönyv) | Breno 13' Höwedes 26' (öngól) Breno Görlitz | Veltins-Arena, Gelsenkirchen Nézőszám: 40 000 Játékvezető: Winkelmann |

#### Audi Cup
A Bayern első alkalommal rendezi meg az Audi Cupot július 29–30- között Münchenben. A meghívott ellenfelek a Milan, a Boca Juniors és a Manchester United.
| 2009. július 29. 20:45 (CEST) | Bayern München                                            | 4 – 1                 | AC Milan  | Allianz Arena, München Nézőszám: 61 000 Játékvezető: Perl |
| 2009. július 29. 20:45 (CEST) | Müller 12' 90' Schweinsteiger 79' Sène 89' van Bommel 35' | (1 – 0) (Jegyzőkönyv) | Pirlo 81' | Allianz Arena, München Nézőszám: 61 000 Játékvezető: Perl |

FC Bayern: Butt – Lahm, Van Buyten (Demichelis, 64.), Badstuber (Breno, 64.), Braafheid (Schweinsteiger, 46.) – Altıntop (Timoscsuk, 64.), van Bommel (Ottl, 64.), Sosa (Baumjohann, 64.), Pranjić – Müller, Gómez (Sène, 80.)
Milan: Storari – Zambrotta (Kaladze, 74.), Nesta (Onyewu, 64.), Thiago Silva (Di Gennaro, 74.), Favalli (Oddo, 64.) – Abate (Antonini, 74.), Flamini, Pirlo, Jankulovski (Gattuso, 46.) – Ronaldinho (Borriello, 46.), Pato
| 2009. július 30. 20:45 (CEST) | Bayern München | 0 – 0 | Manchester United | Allianz Arena, München Nézőszám: 69 000 Játékvezető: Brych |
| 2009. július 30. 20:45 (CEST) | (Jegyzőkönyv)  |       |                   | Allianz Arena, München Nézőszám: 69 000 Játékvezető: Brych |

FC Bayern: Rensing – Lahm (Görlitz, 62.), Demichelis (Van Buyten, 62.), Breno (Badstuber, 62.), Braafheid – Timoscsuk (Ottl, 77.), van Bommel (Altıntop, 46.), Baumjohann, Schweinsteiger (Pranjić, 62.) – Müller (Sène, 77.), Gómez (Sosa, 62.)
Manchester Utd.: Van der Sar – Gibson (Valencia, 63.), Evans, Ferdinand (Cathcart, 69.), Evra – Nani, Fletcher, Scholes, Giggs – Berbatov (Anderson, 78.), Owen (Rooney, 78.)

#### Egyéb
| 2009. július 10. 20:15 (CEST) | Red Bull Salzburg | 0 – 0         | Bayern München       | Red Bull Arena, Salzburg Nézőszám: 32 000 Játékvezető: Hofmann |
| 2009. július 10. 20:15 (CEST) | Ngwat-Mahop       | (Jegyzőkönyv) | Braafheid Baumjohann | Red Bull Arena, Salzburg Nézőszám: 32 000 Játékvezető: Hofmann |

Salzburg: Gustafsson – Schiemer, Sekagya, Dudić, Opdam (Vladavić, 62.) – Ngwat-Mahop (Tchoyi, 72.), Kovač (Leitgeb, 16.), Augustinussen (Ježek, 62.), Švento – Ilić (Travi, 62.) – Janko (Nelisse, 62.)
FC Bayern: Butt (Rensing, 46.) – Lahm (Görlitz, 46.), Van Buyten (Demichelis, 46.), Badstuber (Breno, 46.), Braafheid (Contento, 46.) – Timoscsuk (Ottl, 46.), van Bommel (Altıntop, 46.), Sosa (Baumjohann, 46.), Pranjić (Borowski, 46.) – Gómez (Sène, 46.), Klose (Müller, 46.)
FC Bayern: Rensing (Butt, 46.) – Görlitz (Lahm, 46.), Demichelis (Van Buyten, 46.), Breno (Badstuber, 46.), Contento (Braafheid, 46.) – Timosc (Altıntop, 46.), Ottl, (van Bommel, 46.), Baumjohann (Sosa, 46.), Borowski (Pranjić, 46.) – Sène (Gómez, 46.), Müller (Klose, 46.)
| 2009. július 21. 18:30 (CEST) | Stuttgarter Kickers | 0 – 10                | Bayern München                                                             | Waldaustadion, Stuttgart Nézőszám: 10 899 |
| 2009. július 21. 18:30 (CEST) |                     | (0 – 1) (Jegyzőkönyv) | Gómez 15' 86' Olić 58' 68' 83' Müller 60' 77' 81' Altıntop 61' Görlitz 72' | Waldaustadion, Stuttgart Nézőszám: 10 899 |

St. Kickers: Wagner (Becker, 63.) – Abruscia (Wonschick, 64.), Köpf, Rapp, Gerster – Steinle, Rizzi, Marchese, Ivanusa – Salz (Türpitz, 46.), Prediger
FC Bayern: Butt (Rensing, 46.) – Lell, Demichelis (Breno, 46.), Badstuber (Görlitz, 46.), Lahm – Baumjohann (Müller, 52.), van Bommel, Sosa (Ottl, 46.), Pranjić (Altıntop, 46.) – Gómez, Olić
| 2009. július 24. 20:45 (CEST) | 1. FC Köln | 0 – 2                 | Bayern München                          | RheinEnergieStadion, Köln Nézőszám: 50 000 Játékvezető: Winkmann |
| 2009. július 24. 20:45 (CEST) |            | (0 – 1) (Jegyzőkönyv) | Gómez 19' Schweinsteiger 73' van Bommel | RheinEnergieStadion, Köln Nézőszám: 50 000 Játékvezető: Winkmann |

Köln: Mondragón – Brečko, Geromel, Mohamad, Wome – Sanou (Ehret, 82.), Boateng, Petit (Matip, 79.), Chihi (Brosinski, 88.) – Podolski – Scherz (Freis, 12.)
FC Bayern: Butt (Rensing, 46.) – Lahm (Lell, 46.), Van Buyten (Demichelis, 46.), Badstuber (Breno, 46.), Braafheid (Ottl, 46.) – Altıntop (Baumjohann, 46.), van Bommel (Timoscsuk, 46.), Müller, Pranjić (Görlitz, 86.) – Klose (Sosa, 46.), Gómez (Schweinsteiger, 70.)
| 2009. július 25. 18:00 (CEST) | McFit Allstars | 0 – 13                | Bayern München | Veltins-Arena, Gelsenkirchen Nézőszám: 50 000 Játékvezető: Bandurski |
| 2009. július 25. 18:00 (CEST) |                | (0 – 5) (Jegyzőkönyv) | Klose 10' 25' 28' 64' 81' Görlitz 12' Schweinsteiger 14' Timoscsuk 57' Baumjohann 67' Demichelis 70' Lahm 74' Sosa 76' Altıntop 87' (11-esből) | Veltins-Arena, Gelsenkirchen Nézőszám: 50 000 Játékvezető: Bandurski |

FC Bayern: Rensing (Butt, 46.) – Görlitz (Ottl, 46.), Van Buyten (Lell, 46.), Badstuber (Demichelis, 46.), Braafheid (Lahm, 46.) – Altıntop, Timoscsuk, Schweinsteiger (Breno, 70.) – Sosa, Baumjohann – Klose
| 2009. augusztus 18. | Gelb-Weiß Görlitz | 0 – 10                | Bayern München                                                         | Nézőszám: 6521 Játékvezető: Klemm |
| 2009. augusztus 18. | Jablonski         | (0 – 6) (Jegyzőkönyv) | Olić 18' 29' 57' Müller 34' 37' 68' Klose 36' 67' Lell 42' Görlitz 85' | Nézőszám: 6521 Játékvezető: Klemm |

FC Bayern: Butt – Lell (Kopplin, 61.), Erb (Alaba, 69.), Breno, Braafheid – Müller, Görlitz, Ottl, Baumjohann – Klose (Contento, 69.), Olić
| 2009. augusztus 26. 18:30 (CEST) | 1. FC Union Berlin | 1 – 3                 | Bayern München                   | Stadion An der Alten Försterei, Berlin Nézőszám: 19 000 Játékvezető: Zwayer |
| 2009. augusztus 26. 18:30 (CEST) | Şahin 69'          | (0 – 2) (Jegyzőkönyv) | Olić 22' Breno 30' Braafheid 47' | Stadion An der Alten Försterei, Berlin Nézőszám: 19 000 Játékvezető: Zwayer |

FC Bayern: Butt – Lahm (Lell, 62.), Breno, Badstuber (Van Buyten, 46.), Pranjić (Braafheid, 46.) – Schweinsteiger (Görlitz, 62.), Timoscsuk (Baumjohann, 62.), Ottl – Müller (Contento, 62.), Gómez (Klose, 46.), Olić (Sosa, 62.)

## Játékosok statisztikái
Utolsó frissítés: 2009. augusztus 29.
| #  |           | Poszt | Név                    | Bundesliga | Bundesliga | Bundesliga | Bundesliga | Bundesliga | DFB-Pokal | DFB-Pokal | DFB-Pokal | DFB-Pokal | DFB-Pokal | Bajnokok ligája | Bajnokok ligája | Bajnokok ligája | Bajnokok ligája | Bajnokok ligája | Összesen | Összesen | Összesen | Összesen | Összesen |
| #  | Mérk      | Poszt | Név                    | Gól        | Perc       |            |            | Mérk       | Gól       | Perc      |           |           | Mérk      | Gól             | Perc            |                 |                 | Mérk            | Gól      | Perc     |          |          |          |
| -- | --------- | ----- | ---------------------- | ---------- | ---------- | ---------- | ---------- | ---------- | --------- | --------- | --------- | --------- | --------- | --------------- | --------------- | --------------- | --------------- | --------------- | -------- | -------- | -------- | -------- | -------- |
| 1  | német     | GK    | Michael Rensing        | 3          | —          | 270        | —          | —          | 1         | —         | 90        | —         | —         | —               | —               | —               | —               | —               | 4        | —        | 360      | —        | —        |
| 4  | hollandia | DF    | Edson Braafheid        | 3          | —          | 128        | —          | —          | 1         | —         | 18        | —         | —         | —               | —               | —               | —               | —               | 4        | —        | 146      | —        | —        |
| 5  | belgium   | DF    | Daniel Van Buyten      | 4          | —          | 360        | —          | —          | 1         | —         | 90        | —         | —         | —               | —               | —               | —               | —               | 5        | —        | 450      | —        | —        |
| 6  | argentína | DF    | Martín Demichelis      | —          | —          | —          | —          | —          | 1         | —         | 90        | —         | —         | —               | —               | —               | —               | —               | 1        | —        | 90       | —        | —        |
| 7  | francia   | MF    | Franck Ribéry          | 2          | —          | 55         | —          | —          | —         | —         | —         | —         | —         | —               | —               | —               | —               | —               | 5        | —        | 55       | —        | —        |
| 8  | török     | MF    | Hamit Altıntop         | 4          | —          | 246        | —          | —          | 1         | 1         | 90        | —         | —         | —               | —               | —               | —               | —               | 5        | 1        | 336      | —        | —        |
| 9  | olasz     | FW    | Luca Toni              | —          | —          | —          | —          | —          | —         | —         | —         | —         | —         | —               | —               | —               | —               | —               | —        | —        | —        | —        | —        |
| 10 | hollandia | MF    | Arjen Robben           | 1          | 2          | 45         | —          | —          | —         | —         | —         | —         | —         | —               | —               | —               | —               | —               | 1        | 2        | 45       | —        | —        |
| 11 | horvát    | FW    | Ivica Olić             | 4          | 1          | 250        | —          | —          | —         | —         | —         | —         | —         | —               | —               | —               | —               | —               | 4        | 1        | 250      | —        | —        |
| 13 | német     | DF    | Andreas Görlitz        | —          | —          | —          | —          | —          | —         | —         | —         | —         | —         | —               | —               | —               | —               | —               | —        | —        | —        | —        | —        |
| 15 | brazília  | DF    | Breno                  | —          | —          | —          | —          | —          | —         | —         | —         | —         | —         | —               | —               | —               | —               | —               | —        | —        | —        | —        | —        |
| 16 | német     | MF    | Andreas Ottl           | —          | —          | —          | —          | —          | —         | —         | —         | —         | —         | —               | —               | —               | —               | —               | —        | —        | —        | —        | —        |
| 17 | hollandia | MF    | Mark van Bommel        | 1          | —          | 80         | 1          | —          | 1         | —         | 90        | —         | —         | —               | —               | —               | —               | —               | 2        | —        | 170      | 1        | —        |
| 18 | német     | FW    | Miroslav Klose         | 2          | —          | 117        | —          | —          | 1         | —         | 78        | —         | —         | —               | —               | —               | —               | —               | 3        | —        | 195      | —        | —        |
| 19 | német     | MF    | Alexander Baumjohann   | 1          | —          | 73         | —          | —          | 1         | —         | 25        | —         | —         | —               | —               | —               | —               | —               | 2        | —        | 98       | —        | —        |
| 20 | argentína | MF    | José Ernesto Sosa      | 2          | —          | 80         | —          | —          | 1         | —         | 12        | —         | —         | —               | —               | —               | —               | —               | 3        | —        | 92       | —        | —        |
| 21 | német     | DF    | Philipp Lahm           | 4          | —          | 360        | —          | —          | 1         | —         | 90        | —         | —         | —               | —               | —               | —               | —               | 5        | —        | 450      | —        | —        |
| 22 | német     | GK    | Hans-Jörg Butt         | 1          | —          | 90         | —          | —          | —         | —         | —         | —         | —         | —               | —               | —               | —               | —               | 1        | —        | 90       | —        | —        |
| 23 | horvát    | MF    | Danijel Pranjić        | 4          | —          | 276        | —          | —          | 1         | —         | 90        | —         | —         | —               | —               | —               | —               | —               | 5        | —        | 336      | —        | —        |
| 25 | német     | FW    | Thomas Müller          | 4          | —          | 176        | 1          | —          | 1         | —         | 65        | —         | —         | —               | —               | —               | —               | —               | 5        | —        | 241      | 1        | —        |
| 28 | német     | DF    | Holger Badstuber       | 4          | —          | 360        | —          | —          | —         | —         | —         | —         | —         | —               | —               | —               | —               | —               | 4        | —        | 360      | —        | —        |
| 30 | német     | DF    | Christian Lell         | —          | —          | —          | —          | —          | —         | —         | —         | —         | —         | —               | —               | —               | —               | —               | —        | —        | —        | —        | —        |
| 31 | német     | MF    | Bastian Schweinsteiger | 4          | —          | 354        | 1          | —          | 1         | —         | 72        | —         | —         | —               | —               | —               | —               | —               | 5        | —        | 426      | 1        | —        |
| 33 | német     | FW    | Mario Gómez            | 4          | 2          | 360        | —          | —          | 1         | 2         | 90        | —         | —         | —               | —               | —               | —               | —               | 5        | 4        | 450      | —        | —        |
| 35 | német     | GK    | Thomas Kraft           | —          | —          | —          | —          | —          | —         | —         | —         | —         | —         | —               | —               | —               | —               | —               | —        | —        | —        | —        | —        |
| 44 | ukrajna   | MF    | Anatolij Timoscsuk     | 4          | —          | 280        | —          | —          | —         | —         | —         | —         | —         | —               | —               | —               | —               | —               | 4        | —        | 280      | —        | —        |

## Házi góllövőlista
Utolsó frissítés: 2009. augusztus 29.
| 2 gólos - Arjen Robben - Mario Gómez 1 gólos - Ivica Olić |

| 2 gólos - Mario Gómez 1 gólos - Hamit Altıntop |

|  |  |

| 4 gólos - Mario Gómez 2 gólos - Arjen Robben 1 gólos - Ivica Olić - Hamit Altıntop |

## Jelenlegi keret
2009. augusztus 28. szerint.

### Játékosok kölcsönben
| # |       | Poszt | Név                                                              |
| - | ----- | ----- | ---------------------------------------------------------------- |
|   | német | KP    | Toni Kroos (kölcsönben a Bayer Leverkusennél 2010. júniusig)     |
|   | német | V     | Georg Niedermeier (kölcsönben a VfB Stuttgartnál 2010. júniusig) |

|  |

## Átigazolások
Nyári átigazolási időszak
| #  |           | Poszt | Név                                                     |
| -- | --------- | ----- | ------------------------------------------------------- |
| 4  | hollandia | V     | Edson Braafheid (az FC Twentetől)                       |
| 10 | hollandia | KP    | Arjen Robben (a Real Madrid CF-től)                     |
| 11 | horvát    | CS    | Ivica Olić (a Hamburger SV-tól)                         |
| 13 | német     | V     | Andreas Görlitz (a Karlsruher SC-től kölcsönből vissza) |
| 19 | német     | KP    | Alexander Baumjohann (a Borussia Mönchengladbachtól)    |
| 23 | horvát    | KP    | Danijel Pranjić (az SC Heerenveentől)                   |
| 25 | német     | CS    | Thomas Müller (a tartalékcsapatból)                     |
| 28 | német     | V     | Holger Badstuber (a tartalékcsapatból)                  |
| 33 | német     | CS    | Mario Gómez (a VfB Stuttgarttól)                        |
| 44 | ukrajna   | KP    | Anatolij Timoscsuk (az FK Zenyit Szankt-Petyerburgtól)  |

| #  |           | Poszt | Név                                                     |
| -- | --------- | ----- | ------------------------------------------------------- |
| 4  | hollandia | V     | Edson Braafheid (az FC Twentetől)                       |
| 10 | hollandia | KP    | Arjen Robben (a Real Madrid CF-től)                     |
| 11 | horvát    | CS    | Ivica Olić (a Hamburger SV-tól)                         |
| 13 | német     | V     | Andreas Görlitz (a Karlsruher SC-től kölcsönből vissza) |
| 19 | német     | KP    | Alexander Baumjohann (a Borussia Mönchengladbachtól)    |
| 23 | horvát    | KP    | Danijel Pranjić (az SC Heerenveentől)                   |
| 25 | német     | CS    | Thomas Müller (a tartalékcsapatból)                     |
| 28 | német     | V     | Holger Badstuber (a tartalékcsapatból)                  |
| 33 | német     | CS    | Mario Gómez (a VfB Stuttgarttól)                        |
| 44 | ukrajna   | KP    | Anatolij Timoscsuk (az FK Zenyit Szankt-Petyerburgtól)  |

| #  |          | Poszt | Név                                                                     |
| -- | -------- | ----- | ----------------------------------------------------------------------- |
| 3  | brazília | V     | Lúcio (az Internazionaléba)                                             |
| 11 | német    | CS    | Lukas Podolski (az 1. FC Kölnbe)                                        |
| 15 | brazília | KP    | Zé Roberto (a Hamburger SV-ba)                                          |
| 23 | olasz    | V     | Massimo Oddo (az AC Milanba kölcsönből vissza)                          |
| 24 | német    | KP    | Tim Borowski (a Werder Bremenbe)                                        |
| 32 | német    | V     | Mats Hummels (a Borussia Dortmundba, korábban kölcsönben szerepelt ott) |

| #  |          | Poszt | Név                                                                     |
| -- | -------- | ----- | ----------------------------------------------------------------------- |
| 3  | brazília | V     | Lúcio (az Internazionaléba)                                             |
| 11 | német    | CS    | Lukas Podolski (az 1. FC Kölnbe)                                        |
| 15 | brazília | KP    | Zé Roberto (a Hamburger SV-ba)                                          |
| 23 | olasz    | V     | Massimo Oddo (az AC Milanba kölcsönből vissza)                          |
| 24 | német    | KP    | Tim Borowski (a Werder Bremenbe)                                        |
| 32 | német    | V     | Mats Hummels (a Borussia Dortmundba, korábban kölcsönben szerepelt ott) |

## Külső hivatkozások
- Hivatalos honlap (németül) (angolul) (japánul) (kínaiul) (spanyolul)
- Az FC Bayern München 2009–2010-es szezonja a footballdatabase.eu-n (angolul)
- Az FC Bayern München 2009–2010-es szezonja a weltussball.de-n (németül)
- A 2009-es nyári felkészülés programja (angolul)